# Elaeocarpus rutengii
Elaeocarpus rutengii är en tvåhjärtbladig växtart som beskrevs av R. Weibel. Elaeocarpus rutengii ingår i släktet Elaeocarpus och familjen Elaeocarpaceae. Inga underarter finns listade i Catalogue of Life.